# Toripolliisi
Le Toripolliisi, Policier de la place en français, est une statue située sur la place du marché d'Oulu en Finlande. 

## Présentation
Cette statue a été dressée en hommage à un garde champêtre qui de son vivant veillait sur la place du marché. Devenu une figure emblématique de la ville, les habitants ont décidé de lui rendre ce dernier hommage après sa mort, élevant le monument à l'endroit où il se postait invariablement.
La statue en bronze, de dimensions 220×150×112 cm, fut réalisée par le sculpteur Kaarlo Mikkonen en 1987 et est devenue aujourd'hui un des principaux repères de la ville d'Oulu.